# Zespół Swyera
Zespół Swyera (ang. Swyer syndrome, gonadal dysgenesis, XY female type, GDXY) – zespół czystej dysgenezji gonad objawiający się męskim kariotypem 46,XY i żeńskim fenotypem.

## Etiologia
Zespół Swyera spowodowany jest mutacją z utratą funkcji w genie SRY na krótkim ramieniu chromosomu Y (Yp11.3); w niektórych przypadkach uszkodzenie dotyczy chromosomu X.

## Objawy i przebieg
Obraz kliniczny przypomina czystą dysgenezję gonad z kariotypem 46,XX. Chorzy mają żeńskie wewnętrzne narządy płciowe (macicę, jajowody, pochwę), ich wzrost jest prawidłowy lub wysoki, nie wykształcają się trzeciorzędowe cechy płciowe (infantylizm płciowy) i występuje pierwotny brak miesiączki. Obustronnie nie stwierdza się jajników, zamiast gonad obecne jest łącznotkankowe podścielisko gonady: gonada jest nieaktywna hormonalnie. Identyfikacja płciowa zazwyczaj jest żeńska.

## Historia
Nazwa zespołu pochodzi od jego odkrywcy, brytyjskiego endokrynologa G. I. M. Swyera, który opisał pierwszy przypadek zespołu w 1955 roku. Genetyczne podłoże zespołu Swyera zostało odkryte na początku lat 90. XX wieku. Należy rozróżnić zespół Swyera z dysgenezją gonad od zespołu Swyera-Jamesa-Macleoda, idiopatycznej choroby płuc, opisanej przez angielskiego pediatrę Paula Roberta Swyera.